# Hippone
Cet article possède un paronyme, voir Ippon.
Hippone (en latin Hippo Regius) est le nom antique de la ville d'Annaba, se trouvant au nord-est de l'Algérie. Elle devint l'une des principales cités de l'Afrique romaine. Saint Augustin est évêque de la ville de 395 jusqu'à sa mort en 430 alors que les Vandales assiègent la ville.

## Histoire

Localisation des cités romaines de l'Afrique romaine.

Hippone est « le golfe du roi » dont le nom remonte à la Préhistoire, à la suite d'un affaissement dans la masse cristalline du massif de l'Edough. Elle abrite un comptoir phénicien au XIe siècle av. J.-C., une agglomération punique prospère alliée de Carthage. Au IIIe siècle av. J.-C. c'est une métropole numide du roi berbère Massinissa. En 46 av. J.-C., Juba Ier, allié de Pompée, est défait par les troupes de Jules César à la bataille de Thapsus. Hippone est annexé à la province romaine d'Africa Nova, créée par Jules César.

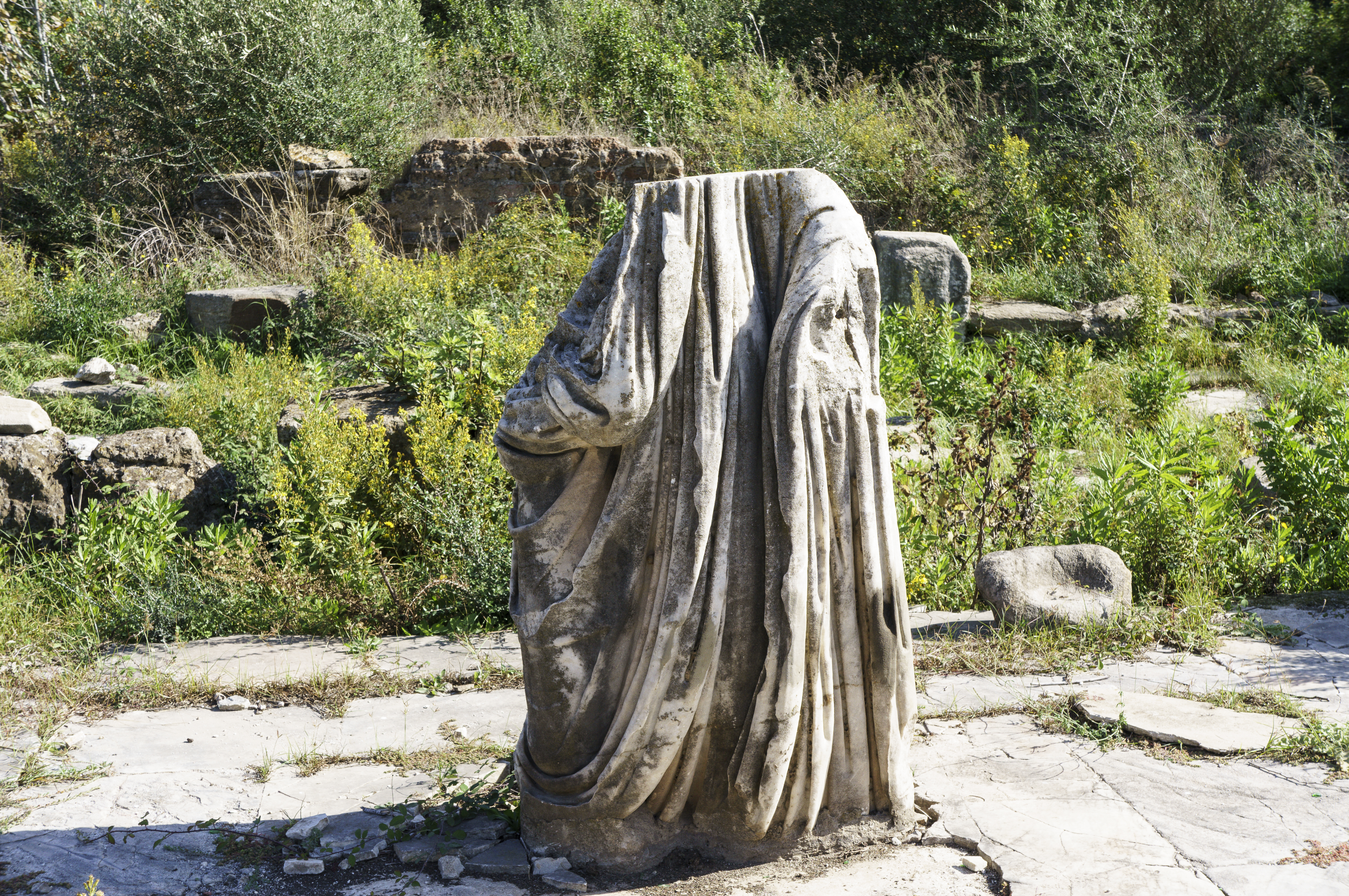
Ruines de la ville d'Hippone.

Dans l'Empire romain, Hippone connaît la richesse et le faste. Elle est l'une des grandes villes de l’Africa Nova et son marché le plus opulent. Au Ve siècle, Hippone devient le foyer du christianisme sous l'épiscopat d'Augustin d'Hippone, évêque de la ville de 395 à sa mort en 430, qui sera canonisé par Rome en 1248.
Hippone, assiégé par les Vandales de Genséric en 430, résiste pendant quatorze mois. Les Vandales sont inexpérimentés dans l'art d'assiéger une place bien défendue, et Genséric lève le siège,, peut-être poussé par des problèmes de ravitaillement ou de maladies.
Après que les renforts envoyés par l'Empire d'Orient et d'Occident ont été battus par les Vandales en 431, Hippone est finalement prise par ceux-ci la même année, et intègre l'éphémère royaume vandale. Le général byzantin Bélisaire reprend la ville en 533 lors de la guerre des Vandales, et la ville retourne dans le giron romain de l'Empire byzantin. Elle assiste à l'expansion de l'islam, et, en 705, Hippone tombe alors sous la coupe des Omeyyades et sera baptisée "bilâdou el anâb (pays des jujubiers).

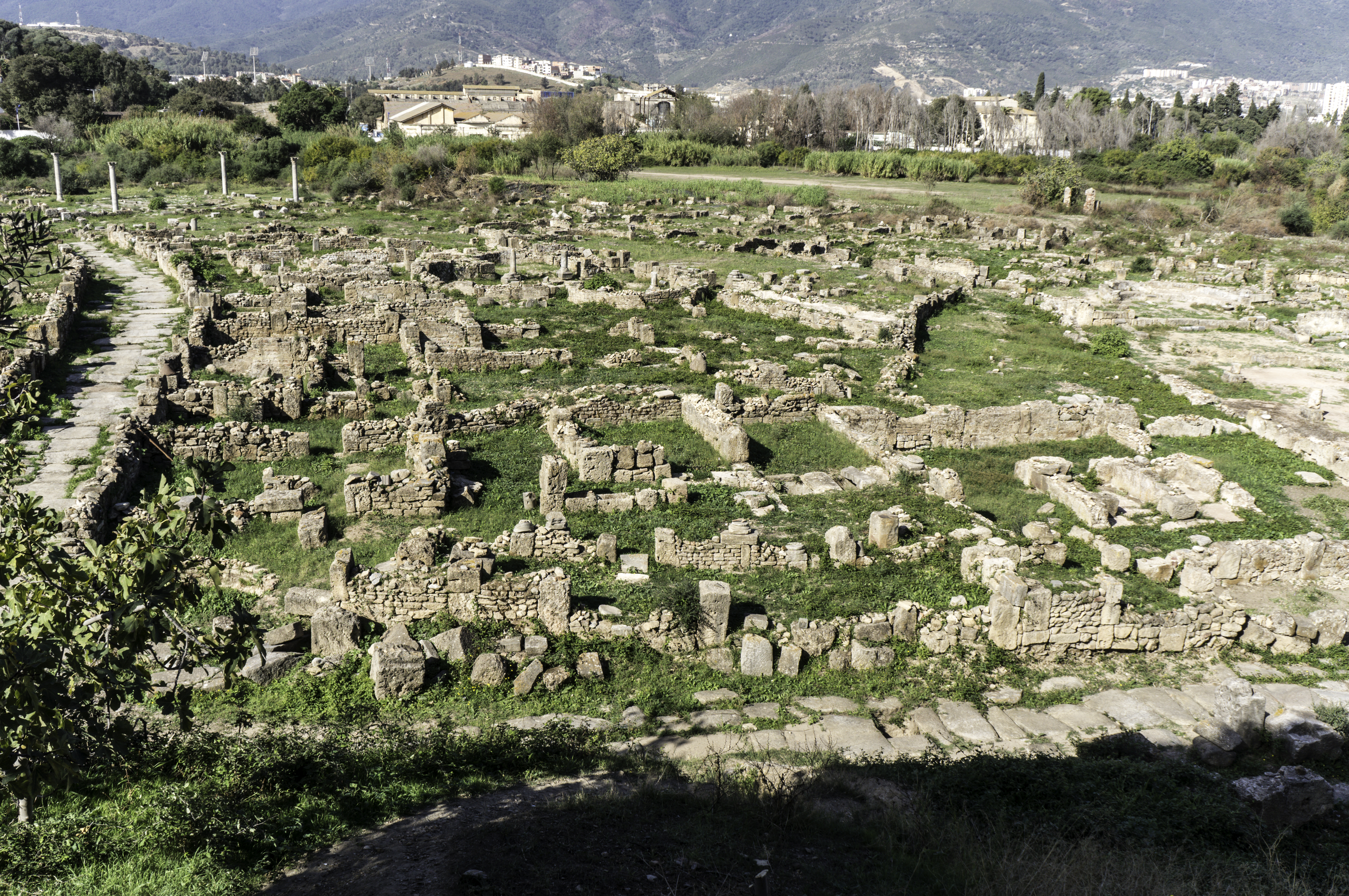
Vue sur les ruines de la ville d'Hippone.

Au XIe siècle, les Sanhajas bâtissent la ville de Madinat Zaoui distante de trois kilomètres, occupée quelques années par les Espagnols et les Français au XVIe siècle. 
Elle est prise par les Français en 1832 lors de la conquête de l'Algérie par la France et renommée Bône, tiré de son ancien nom andalou. Elle reprend son nom d'Annaba lors de l'indépendance de l'Algérie en 1962.

## Histoire ecclésiastique
Le diocèse d'Hippone est établi vers 250 ; six évêques sont répertoriés. Cet évêché est supprimé vers 450.
Trois conciles se tiennent à Hippone en 393, 394 et 426, ainsi que plusieurs synodes en 397 et 401.

## Archéologie

### Découverte et fouilles
Le dossier archéologique d'Hippone s'ouvre au début du XIXe siècle avec la redécouverte de quelques mosaïques et épitaphes dans le quartier de la villa dite "du front de mer".
Le site archéologique prend de l'importance grâce à Erwan Marec, qui parvient à convaincre le préfet de Constantine de stopper le développement du faubourg industriel qui menaçait d’engloutir d’éventuelles ruines antiques. Il est parvenu ainsi à sauver 25 ha du site antique de la destruction[à vérifier]

### Basilique chrétienne
L'un des grands chantiers d'Erwan Marec sur le site archéologique d'Hippone est celui du quartier chrétien et de la recherche de la Basilique de la Paix (Basilica pacis), c'est-à-dire l'église cathédrale dans laquelle Augustin d'Hippone était évêque entre 395 et 430.

En 1958 Erwan Marec publiait un article dans lequel il attribuait sa découverte d’un édifice à trois nefs à l’antique Basilique de la Paix,.Cette basilique est d'un plan basilical, jouxtée d'un baptistère. Mais d'autres historiens et archéologues émettent des doutes sur cette attribution (Serge Lancel, Henri-Irénée Marrou, Noël Duval). Pour ces derniers, le manque de sources et de sépulture épiscopale autour de la basilique, infirme l'hypothèse de E. Marec. Il se peut néanmoins que cette basilique chrétienne soit celle des donatistes présents dans la ville à l'époque de l'épiscopat de saint Augustin. 

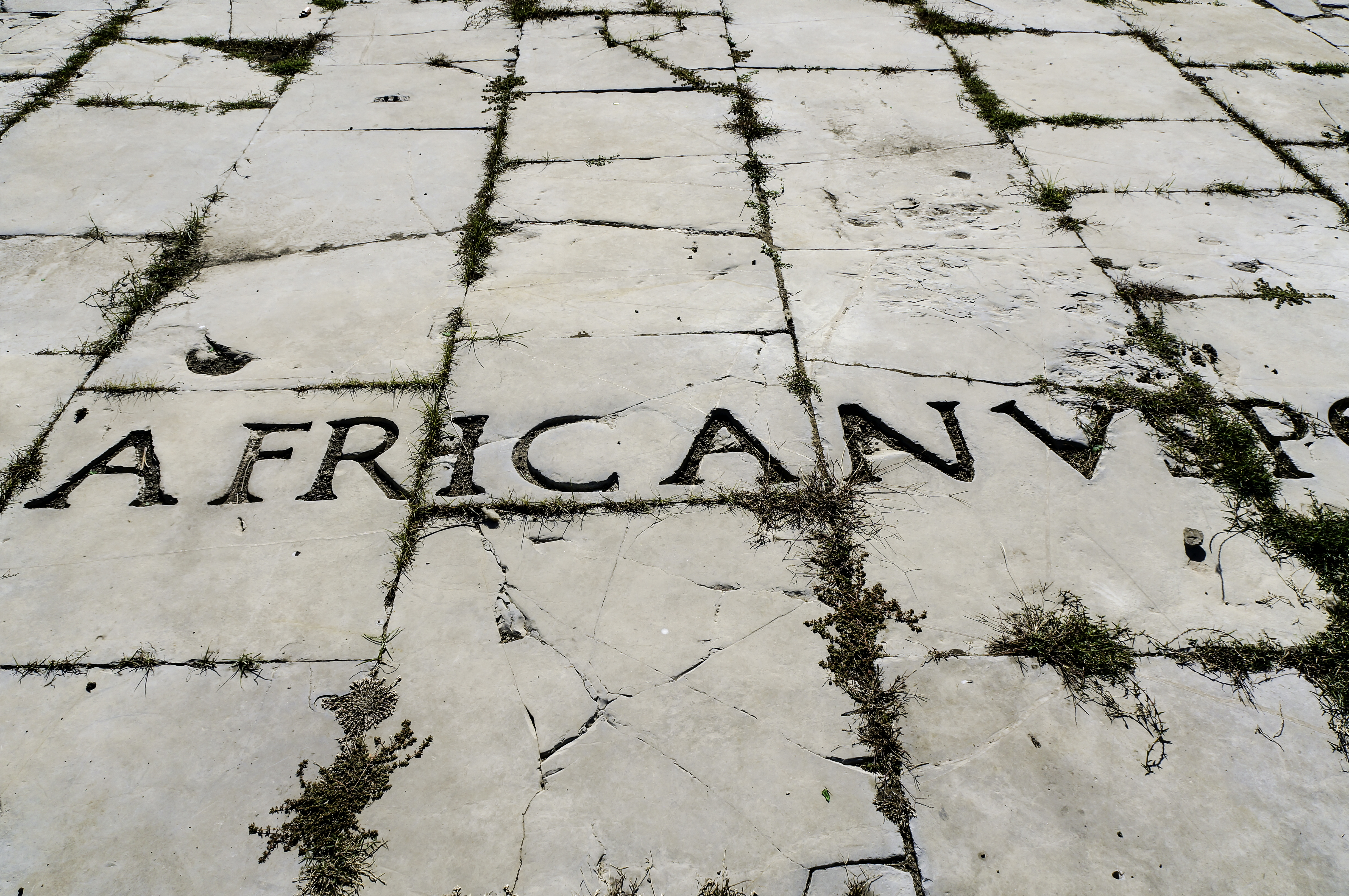
Pavement du forum en calcaire gris bleu, portant une dédicace de “C. Paccius Africanus, pontife consul, proconsul, patron du municipe d'Hippone”, permettant de dater ce revêtement des années 78-79

Par ailleurs, les archéologues pensent qu'une seconde basilique située au sud du site archéologique, pourrait être la Basilica pacis d'Augustin. Ils y ont trouvé une grande quantité d'objets d'aspects religieux (fragments d'arceaux timbrés anépigraphes comportant une croix, une table en marbre pouvait être un autel, des épitaphes épiscopales…) et des inscriptions épigraphiques d'époque byzantine témoignant d'une forte activité religieuse permettant de conclure qu'il s'agit vraisemblablement de la Basilique antique d'Augustin à laquelle aurait succédé une importante cathédrale byzantine sur le même site,,.

### Forum

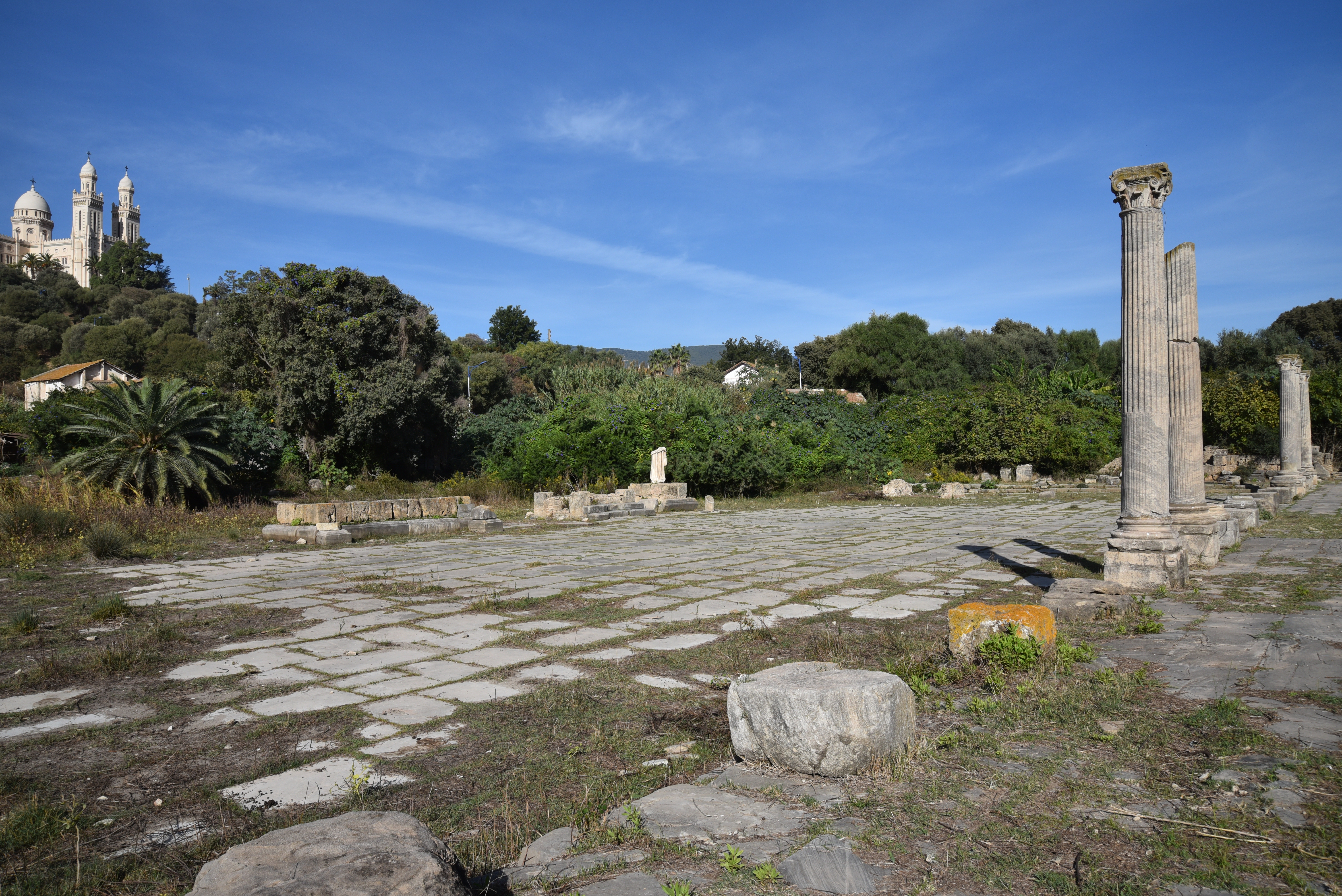
Vestiges du forum d'Hippone avec des colonnes de base ionique, les fûts cannelés et rudentés aux chapiteaux arborant un style corinthien avec des feuilles d’acanthe.

Le forum est le lieu central de la vie politique d'une cité romaine. Celui d'Hippone comporte une vaste esplanade rectangulaire bordée par des galeries sur les côtés est, ouest et nord. Son area mesure 42m x 75m et elle est recouvert par un dallage constitué de blocs de calcaire gris bleu. Une grande dédicace "C. Paccius Africanus, pontife consul, proconsul, patron du municipe d'Hippone" permet de dater le revêtement des années 78-79 (époque flavienne).
Le forum présente les traces d'un petit temple de 9,60m x 9,10m entouré d'une colonnade.
De nombreuses traces du culte impérial ont été retrouvées aux abords du forum avec la découverte de deux bustes d'Auguste et de Vespasien, quatorze inscriptions épigraphiques à la gloire de divers empereurs (Claude, Titus, Vespasien, Antonin, Septime Sévère, Gordien et Valens).

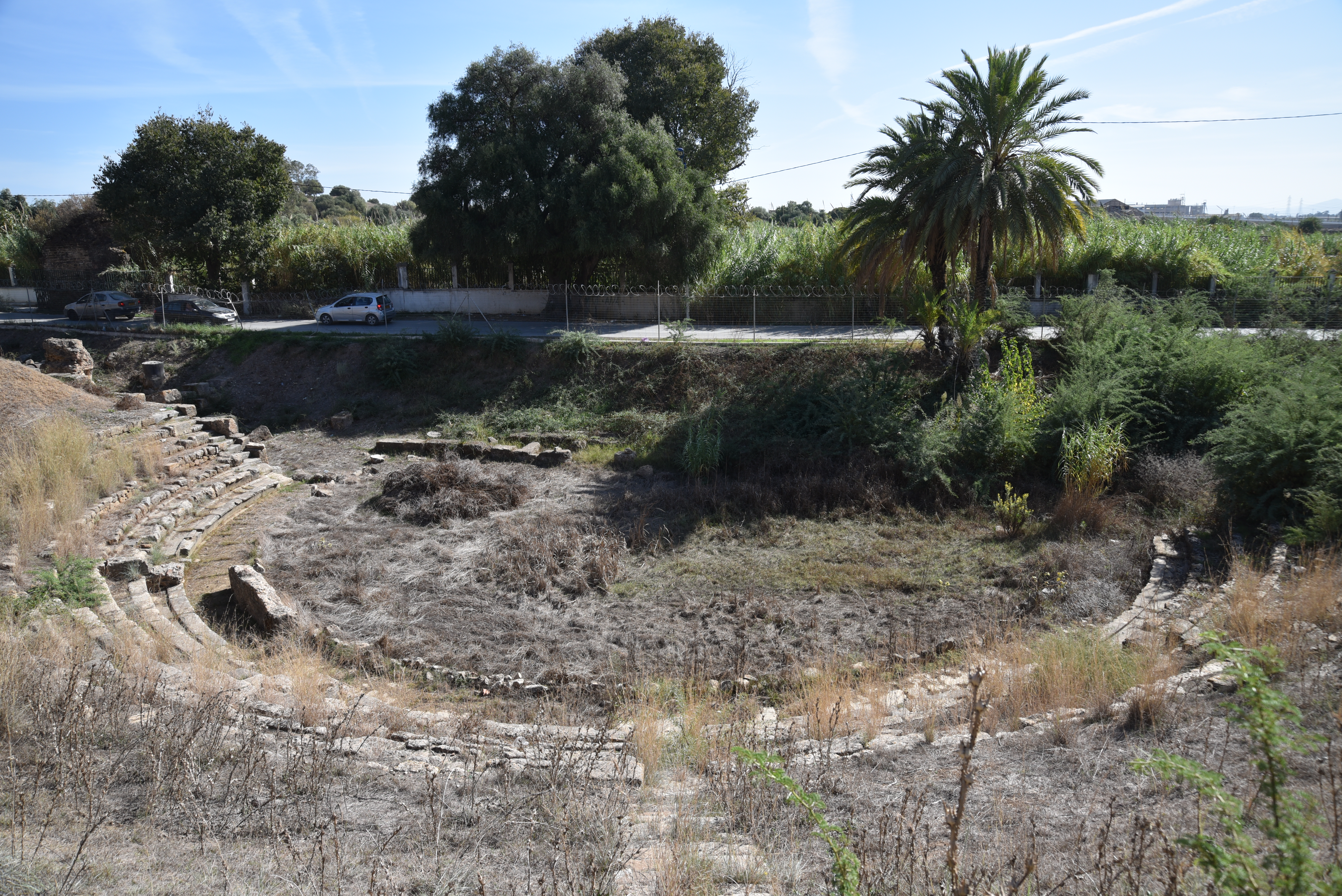
Vestiges de lorchestra du théâtre d'Hippone

Enfin, deux statues monumentales de Minerve et Hercule en marbre de Paros ont été dégagées du site, ainsi qu’un trophée en bronze aujourd’hui conservé au musée du site archéologique.

### Marché
Dégagé en 1955, le marché (macellum) constitue également un élément typique de la vie romaine. Présentant en son centre une rotonde (tholos) et bordé d’une colonnade, c’est un lieu central de la vie artisanale d’Hippone.

### Thermes
On recense une dizaine d’ensembles thermaux répartis dans les différents quartiers, dont deux sont des ensembles publics. Un de ces complexes thermaux, est surnommé les «grandes thermes du nord». Avec un frigidarium d’une superficie de 450m²
Un système de canalisations permet à la ville d’alimenter en continu les thermes et les nombreuses fontaines publiques dont nous avons des traces par la présence de bouches de fontaines retrouvées sur le site archéologique. De grandes citernes construites sous Hadrien permettent de stocker l'eau en grande quantité.